# Gerkesklooster
Gerkesklooster (Fries: Gerkeskleaster [ɡɛrkəs’klɪ.əstr], ook It Kleaster, [ət’klɪ.əstr], (Gerkes)kloosters: [ɡɛrkəsklo.əstn]) is een dorp in de gemeente Achtkarspelen, in de Nederlandse provincie Friesland. Het ligt ten noordoosten van Surhuisterveen en ten zuidoosten van Buitenpost.
Gerkesklooster vormt samen met Stroobos het tweelingdorp Gerkesklooster-Stroobos. De twee dorpen zijn in veel zaken verenigd. Het dorp Gerkesklooster telde in 2023 785 inwoners. Onder het dorp valt ook de buurtschap Gerben Allesverlaat.
Het klooster had voorwerken te Visvliet (Bartoleshuse), Lutjegast (Hilmahuis) en Opende (Topweer), alsmede parochierechten te Burum, Visvliet en Lutjegast. Het Vrouwenklooster Galilea te Burum is mogelijk ontstan uit een ander voorwerk.

## Geschiedenis
De nederzetting lag in het het verdwenen kerspel Wigerathorp in de IJzermieden. De plaatselijke grootgrondbezitter Gercke Harkema liet in 1240 door monniken vanuit het klooster Klaarkamp een nieuw klooster stichten, Jeruzalem genaamd, dat in 1249 in de Cisterciënzer kloosterorde werd opgenomen. Wigerathorp verdween van de kaart en de kloosterkerk ging voortaan tevens als parochiekerk fungeren, waardoor de nederzetting een van de acht kerspelen (Nederlands: kerkdorpen) werd. In de praktijk werd het klooster Gerckes' klooster genoemd. Die naam ging over op de nederzetting.
Het klooster had voorwerken te Visvliet (Bartoleshus of het Olde Voerwerck), Lutjegast (Hilmahuis of het Nye Vorwerck), Burum, Opende (Topweer) en Surhuizum (Ter Schoole), alsmede parochierechten te Burum, Visvliet en vermoedelijk Lutjegast. Het Vrouwenklooster Galilea te Burum is mogelijk ontstaan uit een ander voorwerk. Verder bezat het klooster in 1459 de boerderij Hinkemahuis, waar zich een kapel zou hebben bevonden.
Bij het voorwerk te Visvliet bevond zich een brug over de Lauwers, de Gerkesbrug, die genoemd was naar het klooster. Deze brug vormde al rond 1400 de belangrijkste verbinding tussen Groningen en Friesland. Om Visvliet te bereiken moest men vanuit het klooster vermoedelijk een flinke omweg maken. Later ontstond een kortere verbinding over de Lauwers via de Schalkendam.
Tijdens de Tachtigjarige Oorlog werd in 1571 de klok uit de kerktoren gestolen en verkocht. De klok hangt nu in de kerk van de Deense plaats Gadstrup (op Seeland). Toen Friesland over ging naar het protestantisme werd het klooster in 1580 afgebroken. Alleen de brouwerij van het klooster bleef staan. Deze werd op 7 augustus 1629 als kerk in gebruik genomen. De kerk werd in 1786 vergroot en verhoogd, en werd in 1974-1975 opnieuw verbouwd. In 1926 werd ook een gereformeerde kerk gebouwd.
Van 1913 tot 1991 was in Gerkesklooster een steenfabriek gevestigd. De zuivelfabriek, die rond 1900 is gesticht, is tegenwoordig een onderdeel van het zuivelconcern FrieslandCampina. Op dinsdag 29 juli 2014 brandde een deel van de kaasfabriek af. Het ging om de opslagloods van de kaas. Het blussen van de brand duurde ruim drie dagen.
Gerkesklooster telt twee rijksmonumenten, de hervormde kerk en de windmotor Stroobos, die op de grens met Stroobos ligt.

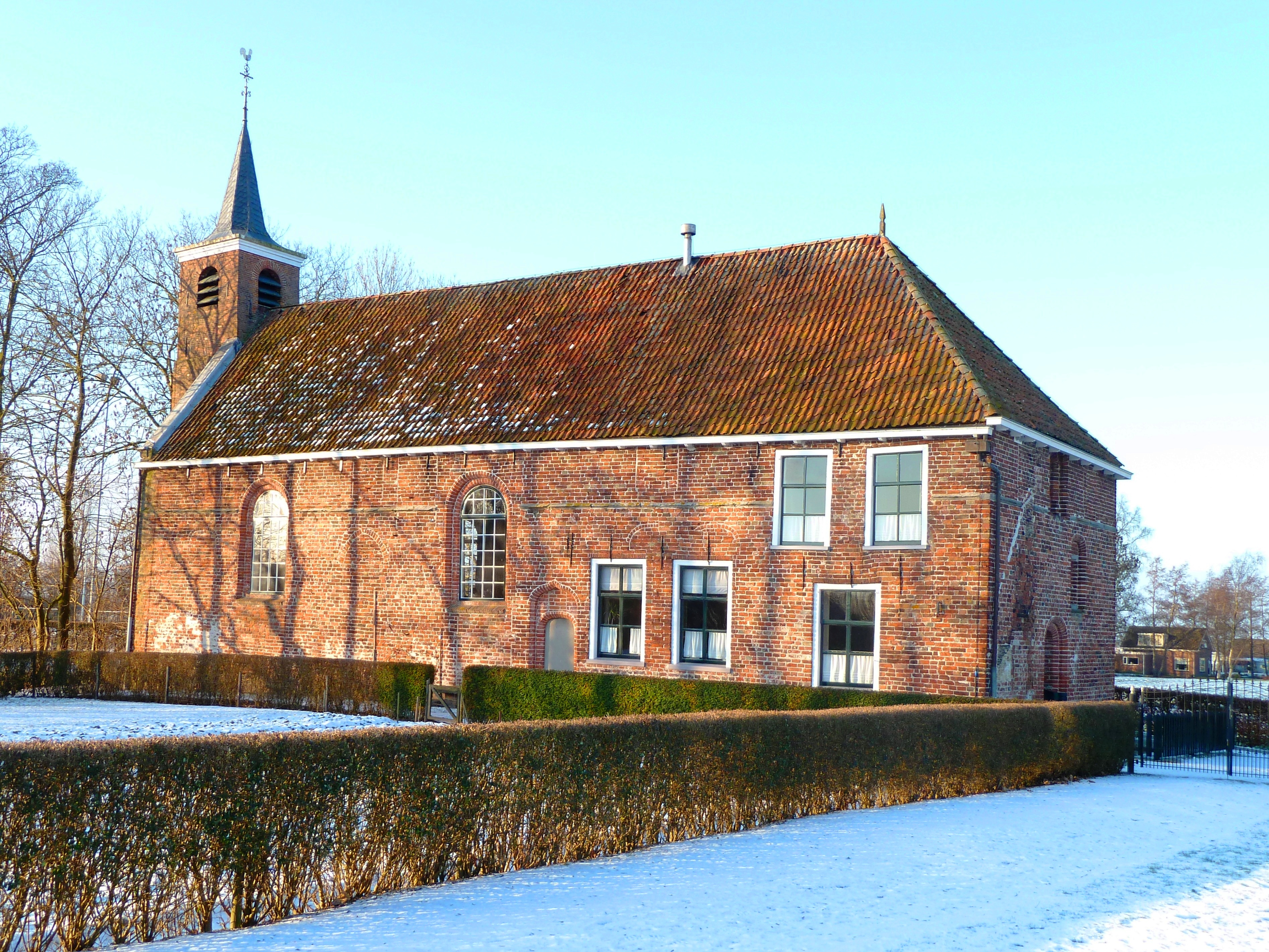
Hervormde kerk van Gerkesklooster
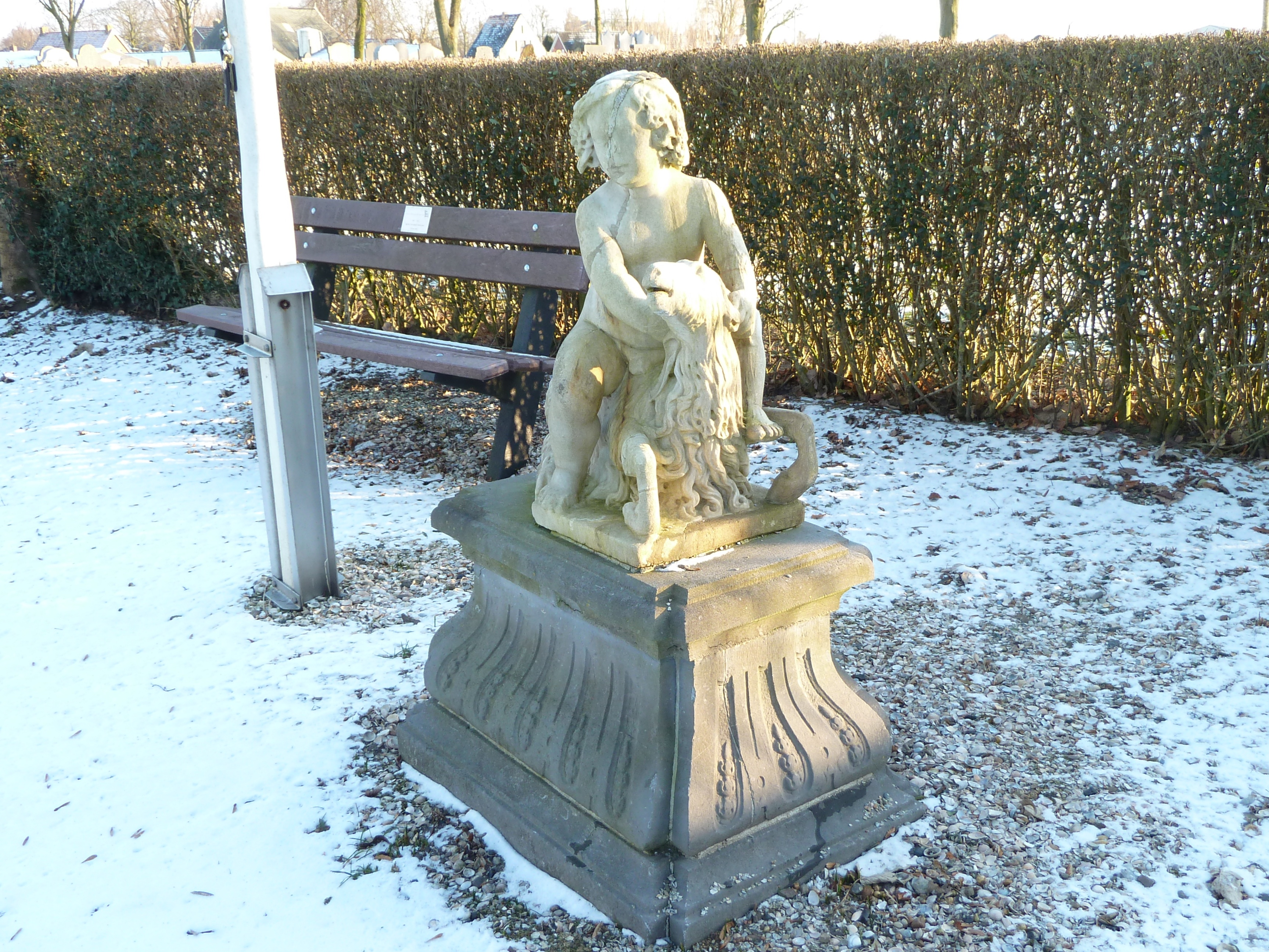
Marmeren putto gezeten op schaap bij de hervormde kerk
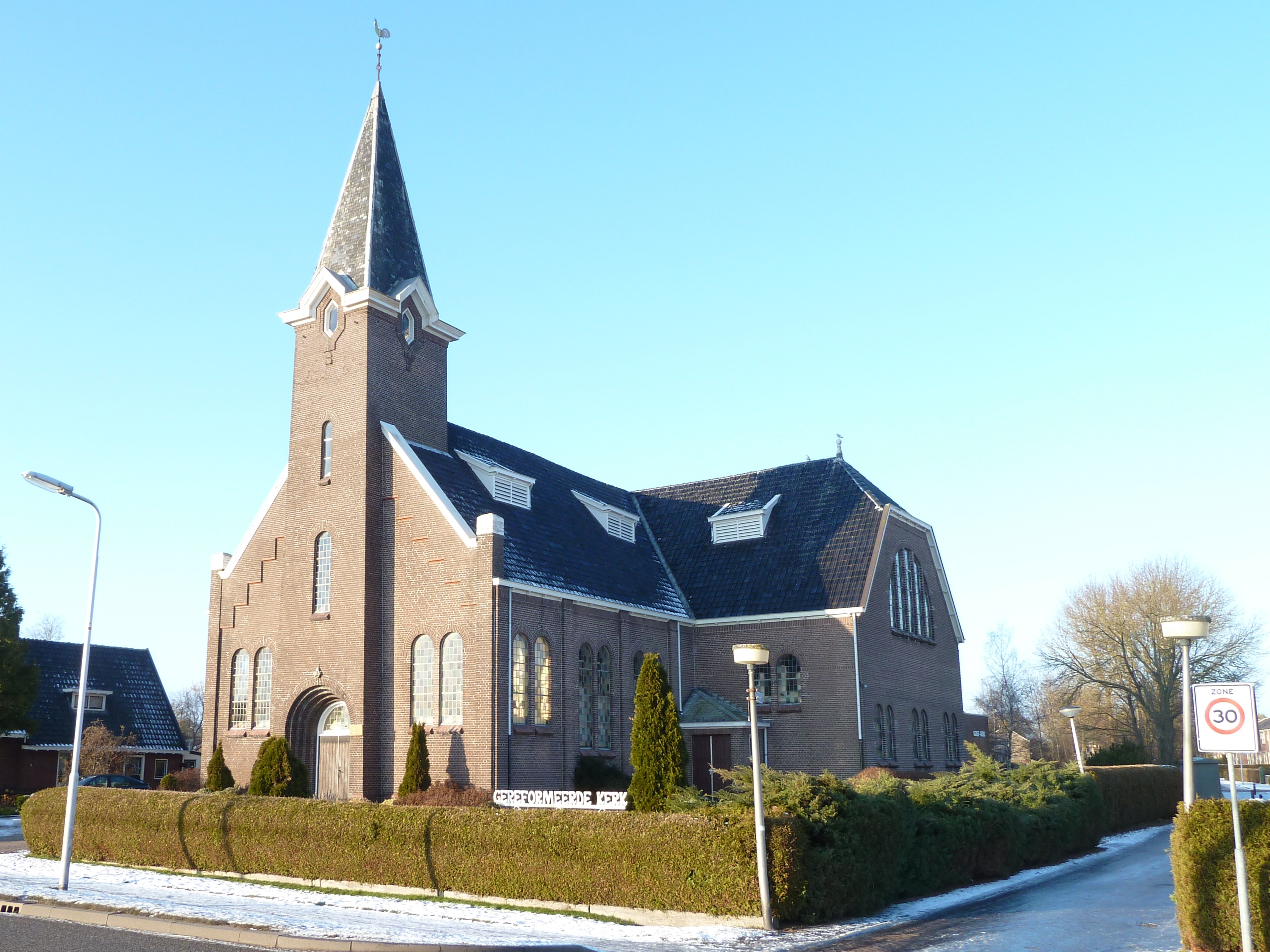
Gereformeerde kerk

## Geografie
Gerkesklooster en Stroobos liggen in de noordoosthoek van de gemeente Achtkarspelen. Dit is een kleigebied, dat het typische karakter van de Wouden mist; hier geen 'dykswâllen', maar een open landschap. De dorpen vormen één aaneengesloten geheel. Tot 1993 werd het dorp Stroobos doorsneden door de grens met de gemeente Grootegast, die tegelijk ook de grens met de provincie Groningen vormde. Omdat dit allerlei praktische bezwaren gaf, is het Groningse deel van Stroobos naar Achtkarspelen overgegaan. De ligging aan het Prinses Margrietkanaal/Van Starkenborghkanaal is al zeer lang van groot belang voor deze dorpen. De industrie kreeg daardoor al vroeg een kans, en er zijn dan ook enige grote bedrijven gevestigd.
Ten westen van Gerkesklooster liggen de IJzermieden, waar zich mogelijk in de middeleeuwen het dorp Sint Gangolf heeft bevonden.

## Taal
In Gerkesklooster en Stroobos wordt een streektaal gesproken die, net als het Kollumerpompsters, een mengvorm is van Gronings-Nedersaksisch en Fries. Jan Jelles Hof stelde in zijn Friesche Dialectgeographie uit 1933 dat de taal van Gerkesklooster en Stroobos meer Westerkwartiers dan Fries zou zijn, maar niet geheel ontfriest. Uit het materiaal dat verzameld werd voor de Reeks Nederlandse Dialectatlassen blijkt dat in Gerkesklooster omstreeks 1955 ongeveer 60% van de bevolking de plaatselijke streektaal sprak en 30% Fries. De resterende 10% helde meer over naar het Gronings.

## Geboren in Gerkesklooster
- Johannes Henricus Nieuwold (1737–1812), predikant